# 천리포수목원
천리포수목원(Chollipo Arboretum Foundation)은 충청남도 태안군 소원면 천리포1길 187 (의항리 114번지)에 있는 우리나라 최고의 수목원이다. 미국에서 귀화한 민병갈 박사(Dr Carl Ferris Miller)가 오랜 한국생활 중에 1960년 초부터 구입하기 시작한 천리포 해변에 본격적인 수목원을 조성하였다. 우리나라의 식물과 해외의 식물을 비교연구를 통하여 한국식물의 세계적 위치 규명, 식물자원보호와 실용화를 위한 사업 및 국민에 대한 식물 교육장을 제공할 목적으로 1996년 8월 5일에 설립하여 산림청에 등록한 공익 재단법인이다.
천리포수목원은 1962년도부터 전 재단 이사장 민병갈(閔丙㵧: Carl Ferris Miller, 79년도 귀화)원장이 매입하면서 비롯되었다. 현재 57.93ha 넓이의 천리포수목원은 1970년부터 부지의 연차적인 구입과 함께 현지에 적응이 가능한 식물을 우리나라 및 유사한 기후권의 해외의 여러 나라에서 지속적으로 수집하여 체계적으로 관리하고 있다.
천리포수목원은 그 동안 우리나라의 관련 분야 및 학과나 전문인에게 연구 및 실험 자료로써 활용되어 왔을 뿐만 아니라 일반인들에게도 식물자원의 가치와 그 보전의 중요성을 인식할 수 있도록 여러 종류의 교육 프로그램을 마련하여 관련 사회에 크게 기여하고 있다.

## 기후
천리포수목원의 해양성 기후조건은 여름에는 내륙보다 서늘하고 겨울에는 오히려 온난하여서 특별한 방한시설없이도 목포지역 뿐만 아니라 제주도의 다양한 상록활엽수종을 포함한 난대성 식물에서 고산수종과 아한대성 식물까지 큰 어려움없이 포용할 수 있다. 이는 천리포수목원의 가장 큰 부지의 장점으로 다양한 상록 활엽수와 고산성 식물을 수집하여 전시한다.

## 명성
미국 등 60여 개국으로부터 수집한 식물은 현재 16,347분류군(2017년 12월 현재)으로, 목련속(Genus Magnolia) 789분류군, 동백나무속(Genus Camellia)  800분류군, 감탕나무속(Genus Ilex) 528분류군 , 무궁화속(Genus Hibiscus) 300분류군 및 단풍나무속(Genus Acer) 251분류군 등 5개 속을 집중적으로 수집하여 관리한다. 특히 감탕나무속의 경우 국제호랑가시나무협회(IHS: International Holly Soiciety)가 인정한 대표 등록기관 중의 한 곳이다.
2000년에는  국제수목학회(IDS: International Dendrology Society)가 세계에서 12번째, 아시아에서는 최초로 '세계의 아름다운 수목원'으로 인증하였다. 학계에서는 대한민국이 세계 식물지도에 들어간 것은 산림청 광릉수목원이 아닌 천리포수목원에 공로가 있다고 인정한다.
우리나라의 다른 수목원과 달리 수목원에 도입하는 식물자원의 이력관리를 철저히 하고 있다.

## 임원
- 이사장 : 김영대 이사장
- 전임원장 : 1대: 민병갈 박사(1979. 7.-2002. 4.), 2대: 문국현(2002. 4.-2008. 12.), 3대: 이보식(2009. 1.-2010. 10.), 4대: 이은복(2010. 11.-2011. 12.), 5대: 조연환(2012. 1.-2015. 1.), 6대: 구길본(2015. 2.-2017.11.), 7대: 김용식(2018.01.-2022.08)
- 원장 : 김건호 박사(8대: 1996, 성균관대학교 조경학 박사)

## 주요 사업
- 식물자원의 집중적인 수집을 통한 수목원 조성 및 관리
- 전문가, 교사 및 일반인 대상의 교육 프로그램 운영
- 식물종과 생태계 보전 프로젝트 수행

## 같이 보기
- 민병갈
- 국립수목원
- 한국내셔널트러스트

## 참고 문헌
단행본
- 임준수 (2004년 11월 17일). 《세상에서 가장 아름다운 수목원》. 김영사. ISBN 9788934915096.
- 이동협 (2009년 5월 4일). 《정원 소요(逍遙) : 천리포수목원의 사계》. 디자인하우스. ISBN 9788970415222.
- 이동혁 (2010년 3월 25일). 《수목원 & 식물원 23 : 꼭 가봐야 할 우리나라》. 이비락. ISBN 9788962450361.
- 최수진 (2011년 4월). 《천리포수목원 : 봄 이야기》. (재)천리포수목원.
- 최수진 (2011년 10월). 《천리포수목원 : 가을 그리고 겨울 이야기》. (재)천리포수목원.
- 고규홍 (2011년 10월 24일). 《천리포에서 보낸 나무편지 : 세상의 아름다운 수목원》. 아카이브. ISBN 9788958624233.
- 임준수 (2012년 4월 2일). 《나무야 미안해 : 천리포수목원 일군 민병갈의 자연 사랑》. 해누리. ISBN 9788962260304.